# توم ليستر
توم ليستر (بالإنجليزية: Tom Lister)‏ هو مدرب اتحاد الرغبي ‏ نيوزلندي، ولد في 27 أكتوبر 1943 في أشبورتون ‏ في نيوزيلندا، وتوفي في 22 يوليو 2017 في تيمارو ‏ في نيوزيلندا.